# チャールズ・マクモリス
チャールズ・"ソック"・ホレイショー・マクモリス (Charles "Soc" Horatio McMorris, 1890年8月31日 - 1954年) は、アメリカ海軍の軍人、海軍中将。アッツ島沖海戦およびアリューシャン方面の戦いでの功績でよく知られる。

## 生い立ちおよび経歴
マクモリスは1890年、アラバマ州ウェトゥンプカで生まれる。地元の公立学校に通った後、1908年6月26日に海軍士官学校に入学し、1912年6月8日に5番の席次で卒業した。マクモリスは士官候補生としてデラウェア (USS Delaware, BB-28) 、モンタナ (USS Montana, ACR-13) 、ニューハンプシャー (USS New Hampshire, BB-25) に乗り組み、1914年にはベラクルスの戦いに参加した。その後メリーランド (USS Maryland, ACR-8) に着任し、1915年にハワイのホノルル沖で沈没した潜水艦F-4 (USS F-4, SS-23) の引き揚げ任務に参加した。
第一次世界大戦には下士官として従軍し、駆逐艦ショー (USS Shaw, DD-68) 、メレディス (USS Meredith, DD-165) に勤務時、戦闘に参加する。1918年には大尉に昇進した。戦間期には海上および陸上の様々な任地で勤務し、1938年には海軍大学を卒業、1939年から41年までハワイ拠点の艦隊で作戦参謀として勤務した。
1941年の真珠湾攻撃後、マクモリスは太平洋艦隊の作戦立案士官に任命され同職を1942年4月まで務める。その後サンフランシスコ (USS San Francisco, CA-38) を旗艦とした第8巡洋艦任務部隊の指揮を命じられる。何度か日本艦隊とアリューシャン列島において戦闘を行った後、1943年6月に太平洋艦隊の参謀長となり、終戦までチェスター・ニミッツ提督の個人的アドバイザーを務めた。1944年9月23日から1948年7月までの短期間、中将の階級で第4艦隊司令官および海軍将官会議のメンバーを務め、その後8月25日に真珠湾の海軍第14管区司令官に就任する。マクモリスは最後に真珠湾海軍基地の司令官を務め、退役後はペンシルベニア州マリエッタで余生を過ごした。マクモリスは1954年に死去した。
クロード・ジョーンズ級護衛駆逐艦の3番艦は彼に因んで命名された。

## 参照
- Parrish, Thomas and S. L. A. Marshall, ed. The Simon and Schuster Encyclopedia of World War II, New York: Simon and Schuster, 1978.